# ال پاسو (فیلم)
ال پاسو (انگلیسی: El Paso) فیلمی در ژانر وسترن به کارگردانی لوئیس آر. فاستر است که در سال ۱۹۴۹ منتشر شد. از بازیگران آن می‌توان به جان پین، گیل راسل و استرلینگ هایدن اشاره کرد.